# Cap a casa
"Cap a casa" (títol original en anglès "Homeward") és el tretzè episodi de la setena temporada, i el 165è de tota la sèrie, de la sèrie de televisió de ciència-ficció estatunidenca Star Trek: La nova generació. Es van emetre originalment el 10 de gener de 1994 en redifusió als Estats Units. Va ser escrit per Naren Shankar i dirigida per Alexander Singer.
Ambientada al segle XXIV, la sèrie segueix les aventures de la tripulació de la nau de la Flota Estel·lar de la Federació Enterprise-D sota el comandament del capità Jean-Luc Picard. En aquest episodi, el tinent Worf, el klíngon cap de seguritat de la nau estel·lar USS Enterprise, ha de treballar amb el seu germà humà Nikolai Rozhenko, un antropòleg de la Federació, per salvar un petit grup de nadius d'una cultura alienígena primitiva en un planeta moribund.

## Argument
LEnterprise rep una senyal d'emergència del germà adoptiu de Worf, Nikolai Rozhenko, que actualment està destinat a Boraal II, un planeta de classe M en procés de patir una catàstrofe atmosfèrica.
El lloc d'observació de la Federació es troba desert, però s'ha instal·lat un camp de força de blindatge a prop que protegeix una sèrie de cavernes. El capità Jean-Luc Picard de l' "Enterprise" decideix enviar un equip a investigar. Preocupat pel seu germà, Worf s'ofereix voluntari, i Picard li ordena que vagi sol i que sigui modificat quirúrgicament per fer-se passar per un boraalan. Worf es transporta al planeta i descobreix que el seu germà va instal·lar l'escut per protegir els vilatans locals.
Nikolai es reuneix amb els oficials superiors de la nau i descriu el seu pla per salvar un poble del planeta condemnat mitjançant la instal·lació d'una biosfera artificial oculta. Picard respon que la Primera Directiva de la Federació prohibeix la interferència amb el desenvolupament natural de la civilització boraalan; no els correspon decidir que un grup sobreviurà mentre la resta del planeta pereix.
Després de presenciar la dissipació atmosfèrica que provocarà extinció massiva, la tripulació queda desconcertada per una pèrdua d'energia inesperada, l'origen de la qual Worf rastreja fins a l'holocoberta. El seu germà ha transportat la població del poble boraalan a bord de la nau, utilitzant l'holocoberta per replicar cavernes idèntiques a les del planeta, enganyant els vilatans i fent-los creure que encara són a Boraal II.
Nikolai diu a Worf i Picard que creu que oferir a la cultura boraalan una oportunitat de supervivència és més important que seguir la Primera Directiva. Defensa el seu pla actualitzat de transportar els boraalans a una nova llar en un planeta diferent. Picard autoritza el pla a contracor i ordena a la directora mèdica Dra. Beverly Crusher i a l'oficial d'operacions Tinent Comandant Data que trobin un nou planeta natal per als boraalans.
Crusher i Data trien Vacca VI com el nou món natal dels boraalans, però està a gairebé dos dies de distància a màxima velocitat de curvatura. El cap d'enginyers, tinent comandant de la nau Geordi La Forge, diu a Picard i Nikolai que el programa de l'holocoberta potser no durarà gaire. Nikolai s'ofereix voluntari per tornar amb els boraalans i ajudar a esbrinar qualsevol anomalia del programa. Un Picard desconfiat ordena a Worf que l'acompanyi.
De tornada a l'holocoberta, Nikolai i Worf diuen als boraalans que els conduiran a una nova llar. Mentre viatgen, Worf i Nikolai gairebé arriben a les mans quan Worf s'assabenta que el seu germà ha embarassat una de les vilatanes, i Nikolai li diu a Worf que té la intenció de quedar-se amb els boraalans.
Vorin, el cronista del poble, troba la manera de sortir de l'holocoberta i pateix un fort xoc cultural davant la realitat del món exterior. Després de determinar que la neurologia boraalana única de Vorin impedeix que s'esborri la seva memòria, la consellera Deanna Troi i Picard intenten ajudar-lo a adaptar-se, oferint-li l'opció de romandre a l'«Enterprise» o tornar amb el seu poble sabent que el seu món natal ha estat destruït. Finalment, Vorin no pot viure amb el que ha descobert i comet un suïcidi ritual.
L'«Enterprise» arriba a la nova llar boraalana, i els boraalans són teleportats al lloc final del seu nou poble. Worf i Nikolai fan les paus quan Worf accepta que la raça boraalana no hauria sobreviscut si no fos pels mètodes poc convencionals del seu germà. Nikolai calma Worf dient-li que es quedarà amb els vilatans i es convertirà en el nou cronista del poble. A bord de l'"Enterprise", Picard reflexiona amb Crusher que, si bé el seu pla per als boraalans va funcionar bé, està decebut que Vorin no hagi pogut reduir la bretxa entre les seves dues cultures.

## Artistes convidats
- Penny Johnson - Dobara
- Brian Markinson - Vorin
- Edward Penn - Kateras
- Paul Sorvino - Nikolai Rozhenko
- Susan Christy - Tarrana
- Majel Barrett - Veu de l'ordinador

## Producció
L'episodi es basa en una idea bàsica de William N. Shape. La seva història va ser revisada en profunditat per Spike Steingasser i escrita en un guió per Naren Shankar. Als crèdits, Shape apareix amb la frase força inusual "basat en material de". Shape va proporcionar més tard la idea bàsica per a l'episodi "Prophet Motive" de la tercera temporada de Star Trek: Deep Space Nine, però no es va esmentar als crèdits.
L'estrella convidada Penny Johnson tornaria més tard a la franquícia Star Trek amb un paper recurrent a Star Trek: Deep Space Nine com a Kasidy Yates.
La pel·lícula Star Trek: Insurrection també presentaria el concepte d'utilitzar tecnologia holocuberta per trasplantar una raça alienígena sense el seu coneixement.
El Bronson Canyon de Hollywood va servir com a lloc de rodatge per a la superfície de Boraal II. A causa d'incendis, el rodatge exterior va haver de ser interromput temporalment.

## Recepció
Zack Handlen de The A.V. Club va donar a l'episodi una qualificació de C+.
Keith DeCandido de Tor.com el va qualificar amb 1 sobre 10 a "tor.com" el 2013 i el va considerar com un episodi extremadament deficient de "Star Trek: La Nova Generació". Considerava que hi havia alguna cosa fonamentalment malament en un episodi en què els suposats herois de la sèrie s'esforcen per deixar morir un poble només per evitar violar la Primera Directiva, i quan, en canvi, la persona que realment salva vides és retratada com el dolent. El fet que la Primera Directiva, amb el seu principi de no-interferència, també pugui conduir a enormes problemes morals ja s'havia abordat en episodis anteriors com ara "Amics a distància" o "Qui vigila als vigilants?", i allà es va gestionar millor, segons DeCandido.